# Hakan Boyav
Hakan Boyav, né le 10 janvier 1964 à Ödemiş (Turquie), est un acteur turc,,,,,,,.

## Filmographie
- 2011-2014 : La Vallée des loups : Kara
- 2017 : Payitaht: Abdülhamid : Mahmoud Pacha[9]